# Pena Lobo
Pena Lobo is een plaats (freguesia) in de Portugese gemeente Sabugal en telt 177 inwoners (2001).